# Celaena intermedia
Celaena intermedia là một loài bướm đêm trong họ Noctuidae.